# Rajkumar Hirani

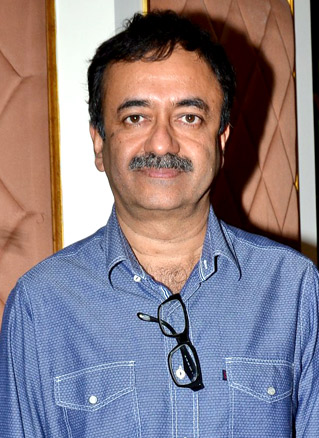
Rajkumar Hirani 2014

Rajkumar Hirani (Hindi राजकुमार हिरानी Rājakumār Hirānī; * 20. November 1962 in Nagpur) ist ein indischer Filmregisseur, Drehbuchautor und Filmeditor.

## Leben und Karriere
Hiranis Vater Suresh Hirani stammte aus Mehrabpur in Sindh (heute Pakistan) und flüchtete, als Rajkumar 14 Jahre alt war, mit seiner Familie nach der Teilung Indiens 1947 nach Nagpur in Maharashtra, wo er später Besitzer eines Schreibmaschinengeschäfts wurde. Dort half Hirani schon als Kind und galt als guter Verkäufer.
Hirani wollte zunächst Schauspieler werden und wurde von seinem Vater zu einer Schauspielschule nach Mumbai geschickt. Bereits nach drei Tagen brach er die Schule mit der Begründung, sich nicht richtig eingliedern zu können, ab und reiste nach Nagpur zurück. Darauf schlug ihm sein Vater vor, an einen Kurs am Film- und Fernsehinstitut in Pune teilzunehmen. Da dort der Schauspielkurs durch die hohe Nachfrage schon belegt war, entschloss er sich Filmschnitt zu studieren. Dieses Studium beendete er erfolgreich.
Hiranis Karriere begann als Filmeditor in Mumbai. Als Drehbuchautor wurde er durch seine Filme Munna Bhai M.B.B.S., 3 Idiots und PK in Indien bekannt und erhielt viele Preise.

## Filmografie

### Als Drehbuchautor und Regisseur
- 2003: Munna Bhai M.B.B.S.
- 2004: Shankar Dada MBBS
- 2006: Lage Raho Munna Bhai
- 2007: Shankardada Zindabad
- 2009: 3 Idiots
- 2012: Ferrari Ki Sawaari
- 2014: PK
- 2018: Sanju

### Als Produzent
- 2005: Parineeta – Das Mädchen aus Nachbars Garten
- 2007: Eklavya
- 2012: Ferrari Ki Sawaari
- 2014: PK
- 2018: Sanju

### Als Filmeditor
- 1991: Jab Pyar Kiya to Darna Kya
- 1994: Jazbaat
- 2000: Mission Kashmir – Der blutige Weg der Freiheit
- 2001: Tere Liye
- 2006: Lage Raho Munna Bhai
- 2009: 3 Idiots
- 2014: PK
- 2018: Sanju

## Auszeichnungen
Für Munna Bhai M.B.B.S.
- 2004: National Film Award für den besten populären Film
- 2004: Filmfare Critics Award für den besten Film
- 2004: Filmfare Award für das beste Drehbuch
- 2004: IIFA Award für den besten Schnitt
- 2004: IIFA Award für das beste Drehbuch
- 2004: Filmfare Award für den besten Dialog im Film

Für Lage Raho Munna Bhai
- 2007: National Film Award für den besten populären Film
- 2007: National Film Award für das beste Drehbuch
- 2007: Filmfare Critics Award für den besten Film
- 2007: Filmfare Best Story Award
- 2007: Filmfare Best Dialogue Award
- 2007: IIFA Award für den besten Dialog
- 2007: IIFA Award für die beste Story
- 2007: Bollywood Movie Award – Best Director
- 2007: Stardust Dream Director Award
- 2007: Star Screen Award für den besten Film
- 2007: Star Screen Award für die beste Story
- 2007: Star Screen Award für den besten Schnitt
- 2007: Zee Cine Award für den besten Dialog
- 2007: Zee Cine Award für das beste Drehbuch
- 2007: Zee Cine Award für die beste Story
- 2007: Global Indian Film Awards für den besten Film, beste Story und bester Dialog

Für 3 Idiots
- 2010: National Film Award für den besten populären Film
- 2010: Filmfare Award für den besten Film
- 2010: Filmfare Award für den besten Regisseur
- 2010: Filmfare Award für den besten Dialog
- 2010: Filmfare Award für die beste Story
- 2010: Filmfare Award für das beste Drehbuch
- 2010: Star Screen Award für den besten Regisseur
- 2010: Star Screen Award für das beste Drehbuch
- 2010: Star Screen Award für den besten Schnitt
- 2010: Star Screen Award für den besten Dialog
- 2010: IIFA Award für den besten Film
- 2010: IIFA Award für den besten Schnitt
- 2010: IIFA Award für den besten Dialog
- 2010: IIFA Award für das beste Drehbuch
- 2010: IIFA Award für die beste Story
- 2010: IIFA Award für den besten Regisseur